# AN/PRC-77

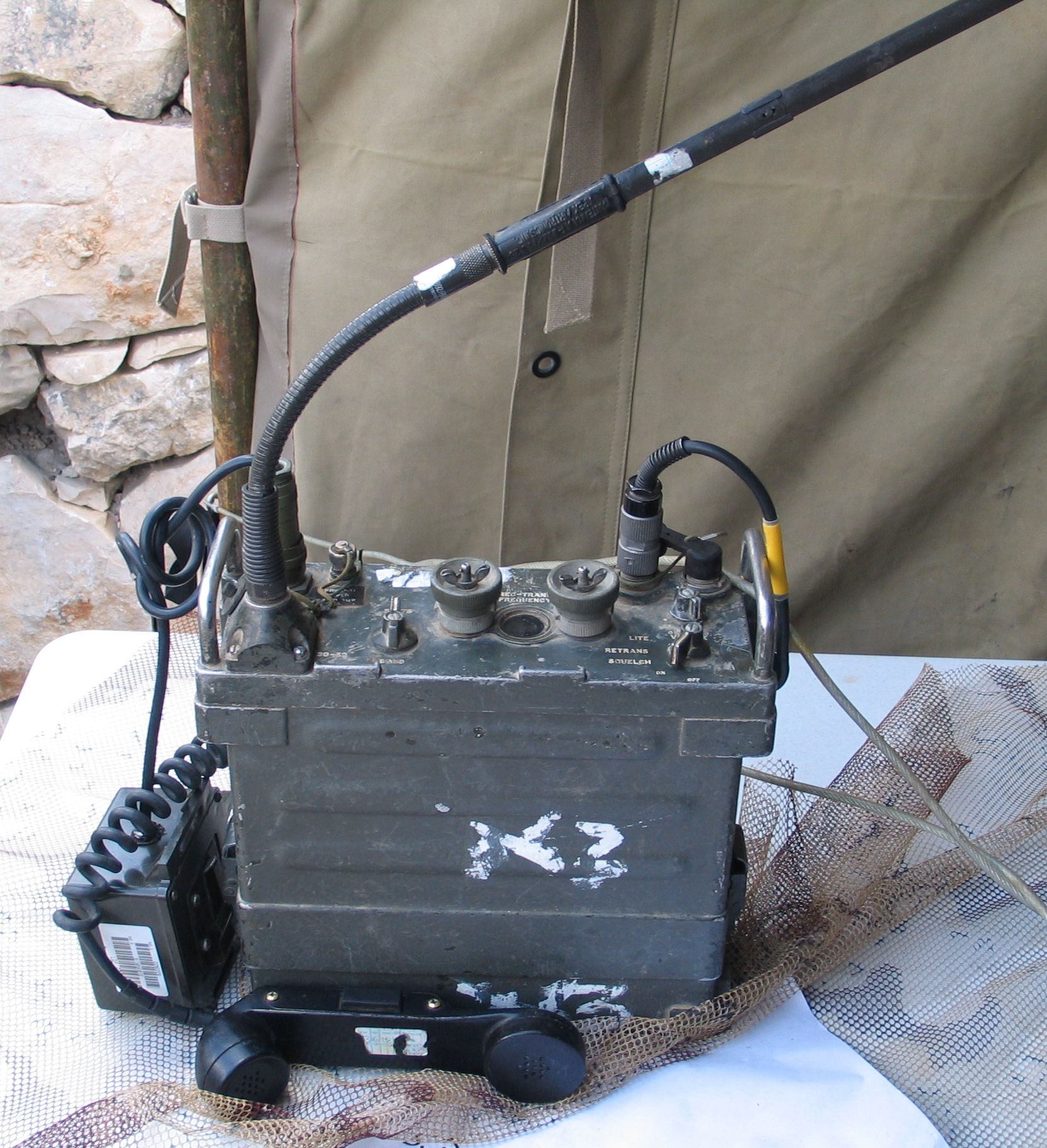
Radio et combiné AN/PRC 77.

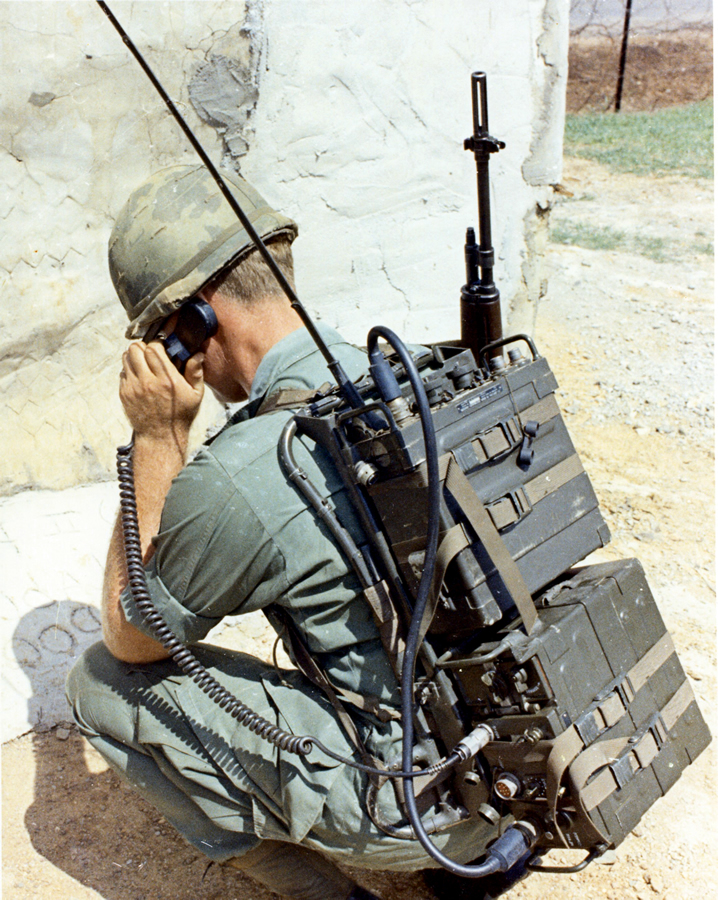
Soldat utilisant un PRC-77 (en haut) avec le KY-38 Manpack, partie du système de cryptage vocal NESTOR qui a été utilisé pendant la guerre du Vietnam.

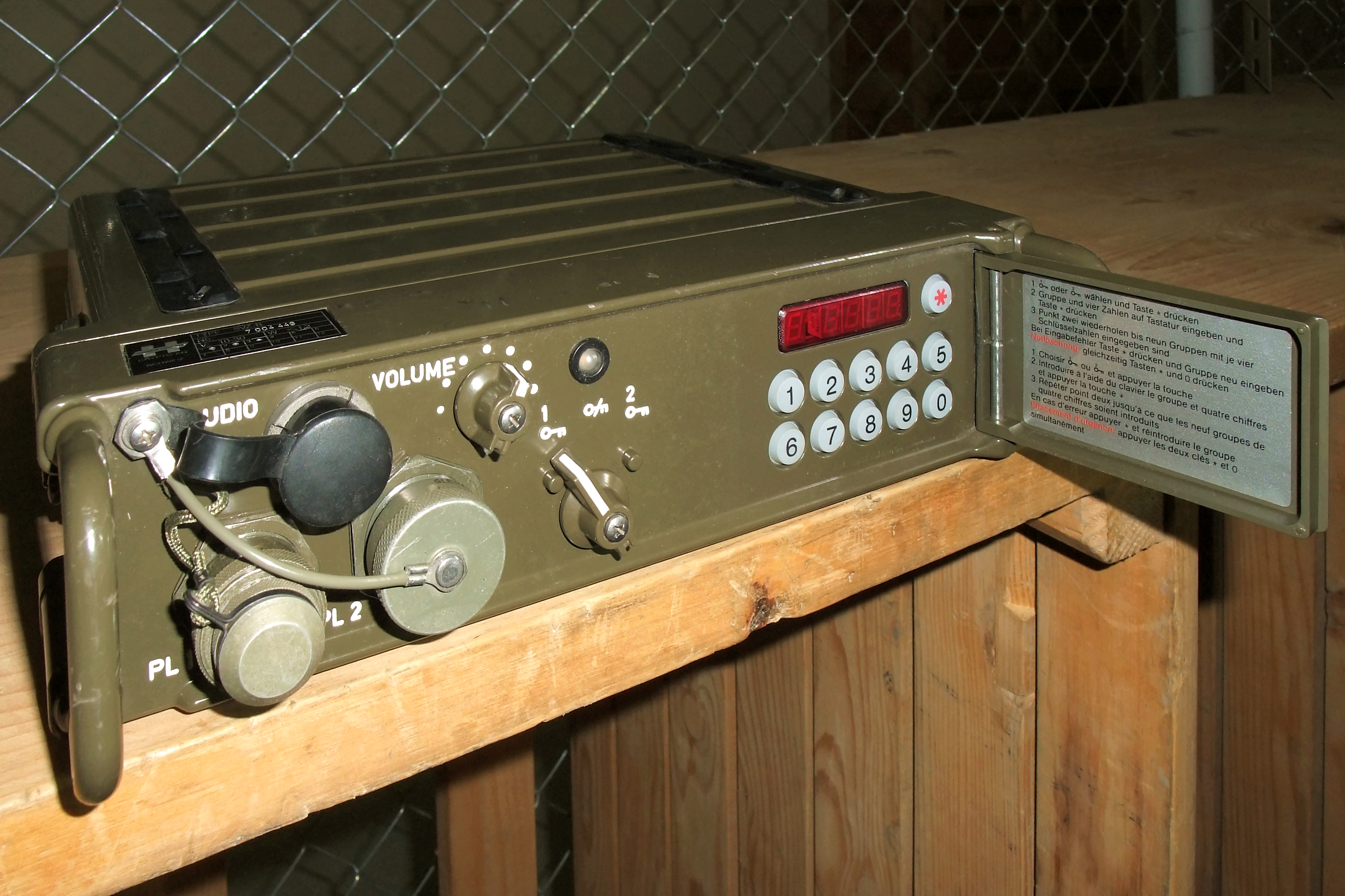
Module de cryptage de l'AN/PRC-77, ici de l'armée suisse.

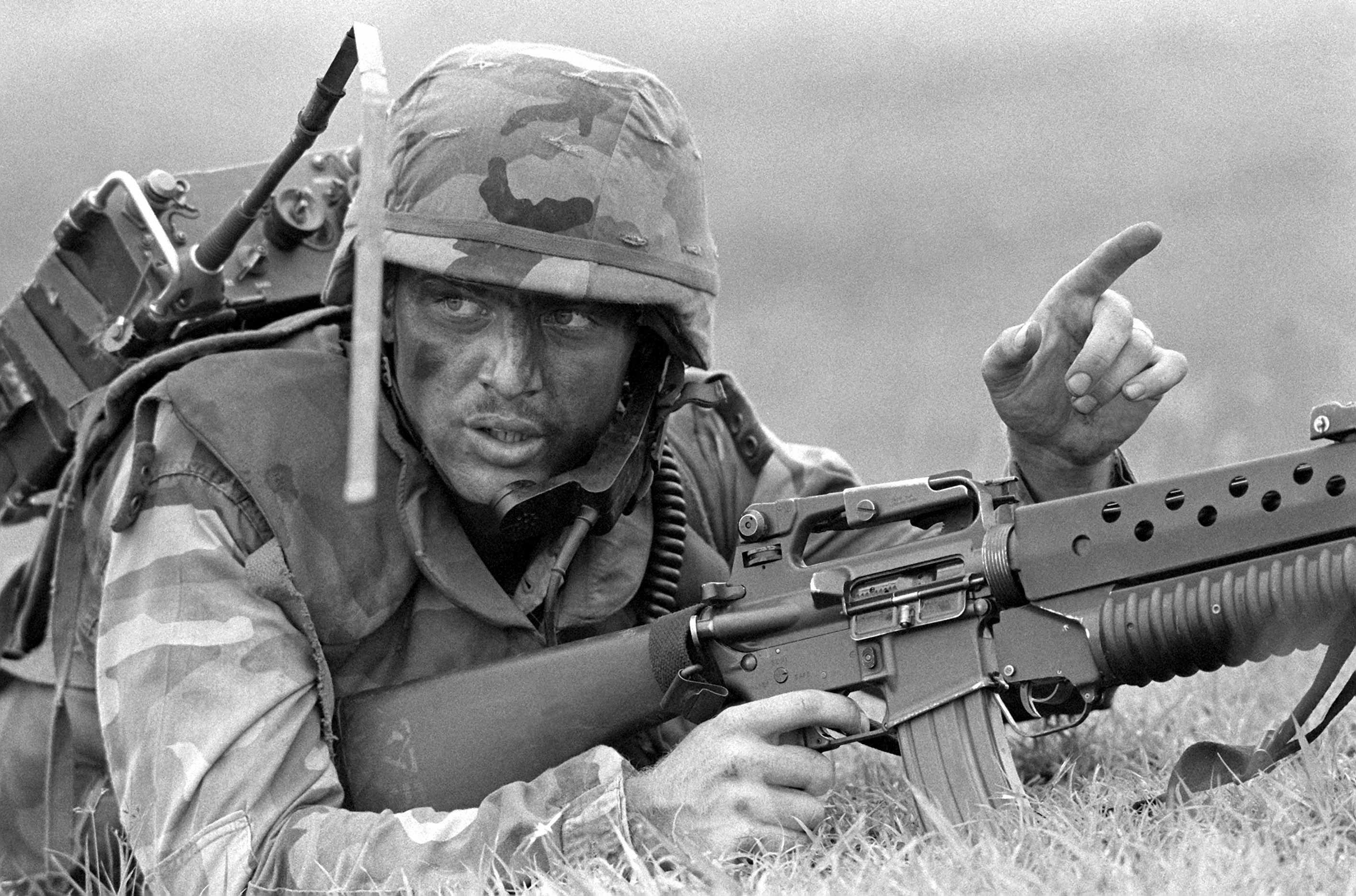
U.S. Marine transportant un PRC-77 lors d'un exercice d'entraînement en 1989.

AN/PRC 77 Radio Set est un système de transmission militaire américain portable, émetteur-récepteur VHF FM (combat-net radio) fabriqué par Associated Industries et utilisé pour fournir une communication vocale bidirectionnelle à courte portée (radiotéléphone). Dans le Joint Electronics Type Designation System (JETDS), AN/PRC se traduit par « Army/Navy, Portable, Radio, Communication ». Il fonctionnait en tandem avec le AN/VRC-12.

## Histoire
L'AN/PRC-77 est entré en service en 1968 pendant la guerre du Vietnam en tant que mise à niveau de l'ancien AN/PRC-25. Il diffère de son prédécesseur principalement par l'étage final d'amplification de puissance du PRC-77 qui est constitué d'un transistor, éliminant le seul tube à vide du PRC-25 et par le convertisseur de tension DC-DC utilisé pour créer une tension de plaque élevée pour le tube à partir de la batterie 15 V. Ce ne sont pas les seuls changements. La bande passante audio de l'émetteur PRC-77 a été élargie pour lui donner la possibilité d'utiliser des dispositifs de cryptage vocal, alors que le PRC-25 ne le pouvait pas. Il s'agit notamment de l'équipement TSEC/KY-38 NESTOR utilisé au Vietnam et de la famille KY-57 VINSON. Des problèmes ont été rencontrés au Vietnam avec la combinaison telle que décrite dans l'article NESTOR. Les émissions parasites de l'émetteur ont été nettoyées pour créer moins d'interférences avec les récepteurs à proximité. Les performances du récepteur ont également été renforcées dans le PRC-77 pour lui permettre de mieux rejeter les interférences subies par les émetteurs à proximité, une configuration de fonctionnement commune qui a réduit l'efficacité du PRC-25. La bande passante audio du récepteur a également été augmentée pour fonctionner avec l'équipement de cryptage.
Il n'y a eu aucun changement dans les commandes externes ou l'apparence, donc les deux radios sont semblables et les commandes de fonctionnement étaient les mêmes. L'étiquette d'identification collée sur le bord du panneau avant étant le seul moyen (externe) de faire la différence. Les batteries d'origine avaient une prise de 3 V (diode en série réduite à 2,4 V) pour le filament du tube du PRC-25. Cela est resté inchangé afin que les batteries puissent faire fonctionner l'une ou l'autre des radios dans lesquelles elles étaient placées, mais le PRC-77 n'utilisait pas du tout la prise 3 V. Avec le circuit entièrement transistorisé plus efficace et sans le convertisseur de tension élévateur CC-CC pour le tube, la batterie commune durait plus longtemps dans le PRC-77 dans les mêmes conditions d'usage. « Sur les vingt-cinq (25) modules électroniques utilisés à l'origine dans les parties émetteur et récepteur de l'AN/PRC-25, seuls huit (8) des modules utilisés dans l'AN/PRC-77 sont interchangeables avec l'AN/PRC-25. »
Aujourd'hui, l'AN/PRC-77 a été largement remplacé par des radios Singcars, mais il est toujours capable d'interagir avec la plupart des radios FM VHF utilisées par les forces terrestres américaines et alliées Il était communément surnommé le "prick-77" par les forces militaires américaines.

## Caractéristiques
L'AN/PRC 77 se compose de l'émetteur-récepteur RT-841 et de composants mineurs. Il peut fournir une transmission voix sécurisée (mode X) avec le dispositif de cryptage vocal TSEC/KY-57 VINSON, mais n'est pas compatible avec le mode saut de fréquence. Pendant la guerre du Vietnam, le PRC-77 a utilisé l'ancien  système de cryptage vocal TSEC/KY-38 NESTOR.
Composants majeurs :
- Bloc émetteur/récepteur
- Batterie

Composants mineurs - CES (Liste complète des équipements) :
- Antenne de 3 pieds – 'fouet de brousse/de combat'
- Antenne de 10 pieds
- Base d'antenne de 3 pieds - « col de cygne »
- Base d'antenne de 10 pieds
- Combiné
- Harnais

| Caractéristiques techniques | Caractéristiques techniques |
| --------------------------- | --- |
| Chaînes :                   | 920 canaux sur deux bandes par pas de 50 kHz |
| Gammes de fréquences :      | 30,00 à 52,95 MHz (canal bas) ; 53,00 à 75,95 MHz (canal haut) |
| Portée estimée :            | 8 km (5 mi) Selon les conditions |
| Puissance de sortie :       | 1,5 à 2,0 watts |
| Source d'énergie :          | Batteries militaires actuelles (2015) : BA-5598/U LiSO2 non rechargeables BB-386/U NiMH et BB-2598/U Li-ion rechargeables Batteries militaires non rechargeables obsolètes (non disponibles) : BA-386/PRC-25 zinc-carbone, BA-398/PRC-25 zinc-carbone gilet par temps froid (à utiliser avec le câble vers le connecteur de la batterie radio), BA-4386/PRC-25 magnésium Piles militaires ou équivalentes abandonnées mais disponibles : BA-3386/U alcaline non rechargeable BB-586/U NiCad et BB-LA6 SLA rechargeables |
| Antenne :                   | AT-271A/PRC 10 pi (3,048 m) multi-section whip Static Whip-a-way, ou AT-892/PRL-24 3 ft ruban acier semi-rigide Bush-whip, |
| Type de service :           | Émission 30K0F3E (FM) Radio de terrain Manpack Service mobile terrestre |
| Lester :                    | 13,75 lb (6,2 kg) |
| Sécurité :                  | Peut être utilisé avec les systèmes TSEC/KY-38 NESTOR et, plus tard, les systèmes KY-57 VINSON (cryptage vocal). |
| Note :                      | Une version modifiée de l'AN/PRC-77 est disponible et est désignée AN/PRC-1177. Cette version a été améliorée pour permettre un pas de canal plus petit de 25 kHz et pour réduire la bande passante vocale à 6 kHz. Ces fonctionnalités se combinent pour doubler le nombre de chaînes disponibles à 1 840. |

## Opérateurs militaires
- États-Unis

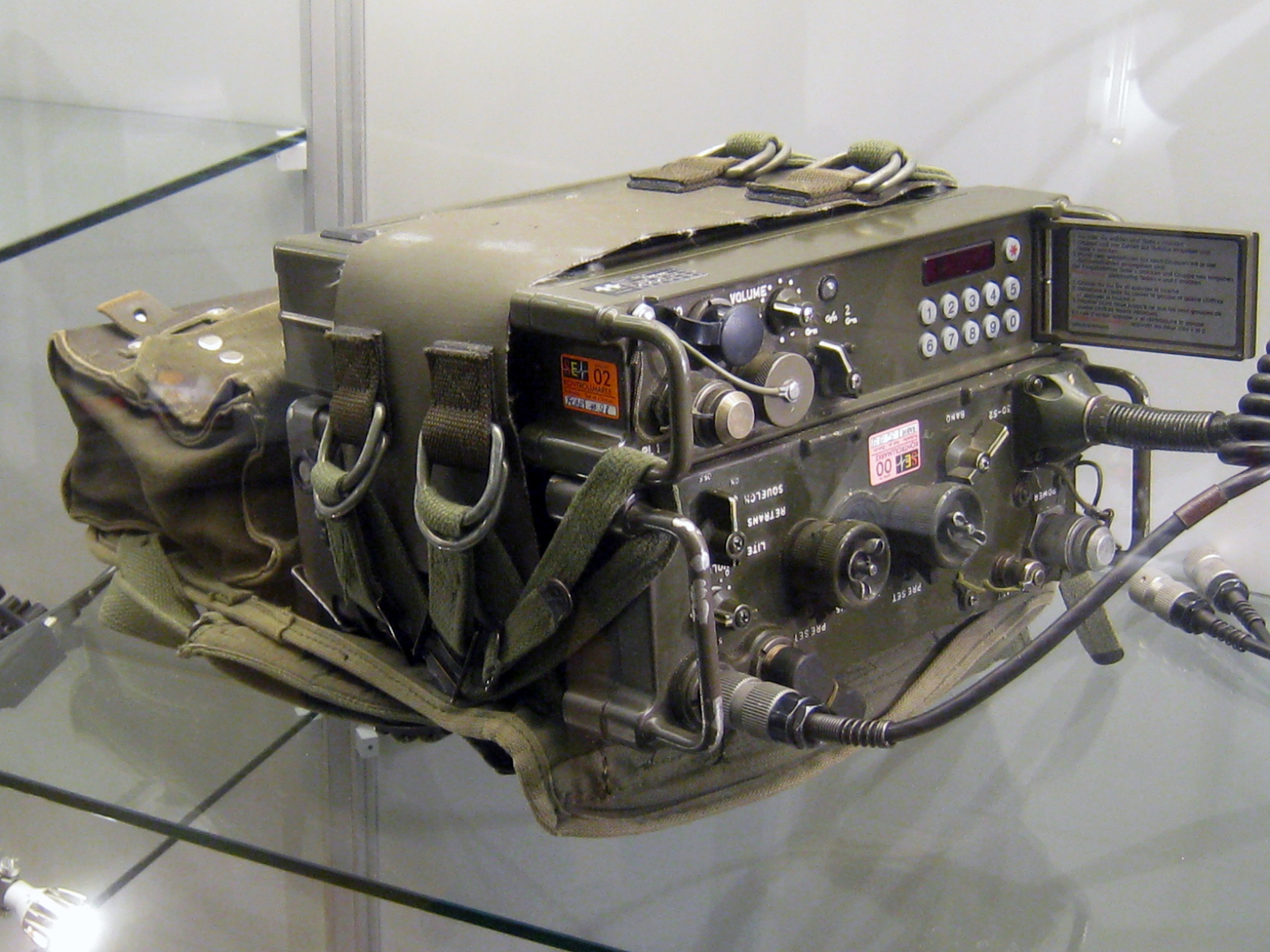
SE-227 de l'armée suisse, dans la partie supérieure se trouve le module de cryptage.

- Espagne, remplacé en 2002 par le PR4G français.
- Suisse sous la terminologie SE-227. Il remplace les SE-206 et SE-209 à tubes. Lui-même remplacé dès 1998 par le PR4G français.